# Autophila maculifera
Autophila maculifera là một loài bướm đêm trong họ Erebidae.